# Ursicino del Giura
Ursicino del Giura (Irlanda, ... – Saint-Ursanne, 620) è stato un monaco cristiano irlandese, vissuto fra il VI ed il VII secolo, venerato come santo dalla Chiesa cattolica.

## Biografia
Fu un monaco irlandese amico e compagno dell'abate san Colombano, che seguì dalle Gallie in Svizzera assieme a san Gallo, Sigisberto, Fromond ed Imerio. Partecipò all'attività missionaria di quest'ultimo e si stabilì infine a Saint-Ursanne nel Canton Giura svizzero, fondandovi la chiesa monastica, nucleo del futuro monastero.